# Vlag van Lincolnshire

Vlag van Lincolnshire

De vlag van Lincolnshire werd op 24 oktober 2005 op vijf plaatsen in Lincolnshire tegelijk in gebruik genomen. Het ontwerp, van de hand van Michelle Andrews, is het winnende resultaat van een ontwerpwedstrijd van BBC Radio Lincolnshire in samenwerking met het regionale tijdschrift Lincolnshire Life.
De vlag toont een rood kruis met een gouden rand geplaatst tussen twee groene en twee blauwe vlakken, met in het midden van het kruis een gouden fleur de lis. De gouden kleur symboliseert de bijnaam van mensen uit Lincolnshire: Yellowbellies. Daarnaast verwijst de kleur naar de landbouw in de regio. Het blauw staat voor de zee en de lucht en het groen voor de velden. De fleur de lis komt uit het wapen van de stad Lincoln.